# Lagerstroemia caudata
Lagerstroemia caudata är en fackelblomsväxtart som beskrevs av Woon Young Chun, Amp; F.C. How, Shu Kang Lee och L.F. Lau. Lagerstroemia caudata ingår i släktet Lagerstroemia och familjen fackelblomsväxter. Inga underarter finns listade i Catalogue of Life.